# Улугмузтаг
Улугму́зтаг (кит.: 木孜塔格峰, Mùzītǎgé Fēng) — найвища точка гірської системи Куньлунь на півночі Цинхай-Тибетського плато. Розташована на кордоні між Тибетським автономним районом і Синьцзян-Уйгурським автономним районом, він є частиною головного хребта гір Куньлунь у Східній і Центральній Азії. 
Висота гори — 6 973 м. Гора розташована на кордоні Сіньцзян-Уйгурського автономного району та Тибету.
Вперше була підкорена в 1985 році китайсько-американською експедицією під керівництвом Ніка Клінча (англ. Nick Clinch).
| Земля | Це незавершена стаття з географії. Ви можете допомогти проєкту, виправивши або дописавши її. |